# Acropora tortuosa
Acropora tortuosa е вид корал от семейство Acroporidae. Видът е незастрашен от изчезване.

## Разпространение и местообитание
Разпространен е в Австралия, Американска Самоа, Вануату, Индонезия, Кирибати, Малки далечни острови на САЩ, Маршалови острови, Науру, Ниуе, Нова Каледония, Острови Кук, Папуа Нова Гвинея, Самоа, Соломонови острови, Токелау, Тонга, Тувалу, Уолис и Футуна, Фиджи и Френска Полинезия.
Среща се на дълбочина от 2,5 до 5,4 m, при температура на водата от 22,2 до 24,1 °C и соленост 34,8 – 35,5 ‰.

## Описание
Популацията на вида е намаляваща.